# 1992年日本參議院選舉
第16屆日本參議院議員通常選舉於1992年7月23日舉行，当时日本处于自民党宮澤喜一执政时期。这次选举对日本参议院252名议员中的127名进行改选（根据惯例，改选的议员数是126名，但这次选举同时对埼玉縣選舉區的一名议员进行补选，因此改选议员总额是127名）。这次选举后，自由民主党保持参议院第一大党状态，但议席仍然未过半数。日本社会党维持第二大党地位。

## 選舉數據
选举当日的登记选民总数为93,254,025名。这次选举的投票率是50.7%。

## 議員

### 選舉区当選
自民党   社会党   公明党   共產党   民社党   其他小黨   無黨籍 
| 北海道     | 北海道     | 北海道   | 北海道     | 青森縣   | 岩手縣     | 宮城縣     | 秋田縣   | 山形縣   |            |
| 風間昶     | 中尾則幸   | 峰崎直樹 | 高木正明   | 松尾官平 | 椎名素夫   | 遠藤要     | 佐佐木滿 | 鈴木貞敏 |            |
| 福島縣     | 福島縣     | 茨城縣   | 茨城縣     | 栃木縣   | 栃木縣     | 群馬縣     | 群馬縣   | 埼玉縣   | 埼玉縣     |
| 鈴木省吾   | 佐藤静雄   | 野村五男 | 矢田部理   | 森山眞弓 | 矢野哲朗   | 中曾根弘文 | 上野公成 | 關根則之 | 瀨谷英行   |
| 千葉縣     | 千葉縣     | 神奈川縣 | 神奈川縣   | 山梨縣   | 東京都     | 東京都     | 東京都   | 東京都   |            |
| 井上裕     | 赤桐操     | 齋藤文夫 | 千葉景子   | 志村哲良 | 濱四津敏子 | 上田耕一郎 | 森田健作 | 小野清子 |            |
| 新潟縣     | 新潟縣     | 富山縣   | 石川縣     | 福井縣   | 長野縣     | 長野縣     | 岐阜縣   | 静岡縣   | 静岡縣     |
| 真島一男   | 大淵絹子   | 永田良雄 | 沓掛哲男   | 山崎正昭 | 北澤俊美   | 今井澄     | 藤井孝男 | 木宮和彦 | 青木薪次   |
| 愛知縣     | 愛知縣     | 愛知縣   | 三重縣     | 滋賀縣   | 京都府     | 京都府     | 大阪府   | 大阪府   | 大阪府     |
| 大木浩     | 荒木清寬   | 新間正次 | 齋藤十朗   | 河本英典 | 林田悠紀夫 | 西山登紀子 | 西川潔   | 山下榮一 | 坪井一宇   |
| 兵庫縣     | 兵庫縣     | 兵庫縣   | 奈良縣     | 和歌山縣 | 鳥取縣     | 島根縣     | 岡山縣   | 岡山縣   |            |
| 河本三郎   | 本岡昭次   | 片上公人 | 服部三男雄 | 前田勳男 | 坂野重信   | 青木幹雄   | 加藤紀文 | 一井淳治 |            |
| 廣島縣     | 廣島縣     | 山口縣   | 德島縣     | 香川縣   | 愛媛縣     | 高知縣     | 福岡縣   | 福岡縣   | 福岡縣     |
| 宮澤弘     | 栗原君子   | 二木秀夫 | 松浦孝治   | 平井卓志 | 野間赳     | 平野貞夫   | 横尾和伸 | 渡邊四郎 | 吉村剛太郎 |
| 佐賀縣     | 長崎縣     | 熊本縣   | 熊本縣     | 大分縣   | 宮崎縣     | 鹿兒島縣   | 鹿兒島縣 | 沖繩縣   |            |
| 大塚清次郎 | 松谷蒼一郎 | 守住有信 | 浦田勝     | 釘宮磐   | 上杉光弘   | 井上吉夫   | 上山和人 | 島袋宗康 |            |

- 補選（任期3年）- 因第15屆日本參議院議員通常選舉選出的土屋義彦辞職。

| 埼玉縣 | 佐藤泰三 |

#### 補選等
| 年     | 月日 | 選區   | 当選者     | 所属黨派 | 從缺       | 所属黨派 | 從缺理由       |
| ------ | ---- | ------ | ---------- | -------- | ---------- | -------- | -------------- |
| 1993年 | 7月  | 岐阜縣 | 笠原潤一   | 自民党   | 藤井孝男   | 自民党   | 參選眾議院議員 |
| 1994年 | 9月  | 愛知縣 | 都築讓     | 其他小黨 | 新間正次   | 民社党   | 無效當選       |
| 1995年 | 11月 | 佐賀縣 | 岩永浩美   | 自民党   | 大塚清次郎 | 自民党   | 去世           |
| 1996年 | 10月 | 栃木縣 | 上吉原一天 | 自民党   | 森山眞弓   | 自民党   | 參選眾議院議員 |
| 1996年 | 11月 | 兵庫縣 | 芦尾長司   | 其他小黨 | 河本三郎   | 自民党   | 參選眾議院議員 |

### 比例代表選出議員
自民党   社会党   公明党   日本新党   共產党   民社党   體育平和党   第二院俱樂部 
| 1-10  | 井上孝   | 藁科滿治   | 下稻葉耕吉 | 牛嶋正       | 村上正邦   | 大脇雅子 | 大島慶久 | 細川護熙 | 立木洋     | 續訓弘     |
| 11-20 | 岡部三郎 | 鈴木和美   | 泉信也     | 直嶋正行     | 大久保直彦 | 藤江弘一 | 川橋幸子 | 野澤太三 | 小池百合子 | 聽濤弘     |
| 21-30 | 岡利定   | 廣中和歌子 | 山本正和   | 大河原太一郎 | 江本孟紀   | 永野茂門 | 及川一夫 | 青島幸男 | 鶴岡洋     | 清水達雄   |
| 31-40 | 寺澤芳男 | 吉岡吉典   | 松浦功     | 山口哲夫     | 勝木健司   | 及川順郎 | 久世公堯 | 淵上貞雄 | 板垣正     | 南野知惠子 |
| 41-50 | 猪熊重二 | 武田邦太郎 | 松本英一   | 有働正治     | 田邊哲夫   | 田澤智治 | 武田節子 | 志苫裕   | 楢崎泰昌   | 長谷川清   |

#### 遞補
| 年月       | 当選     | 所属党派     | 從缺       | 從缺理由       |
| ---------- | -------- | ------------ | ---------- | -------------- |
| 1993年6月  | 宮崎秀樹 | 自民党       | 藤江弘一   | 去世           |
| 1993年7月  | 小島慶三 | 日本新党     | 細川護熙   | 參選眾議院議員 |
| 1993年7月  | 圓順子   | 日本新党     | 小池百合子 | 參選眾議院議員 |
| 1994年8月  | 萱野茂   | 社会党       | 松本英一   | 去世           |
| 1994年8月  | 山田俊昭 | 第二院俱樂部 | 青島幸男   | 參選東京都知事 |
| 1995年9月  | 山東昭子 | 自民党       | 田邊哲夫   | 去世           |
| 1996年11月 | 嶋崎均   | 自民党       | 山東昭子   | 參選眾議院議員 |
| 1997年5月  | 長尾立子 | 自民党       | 嶋崎均     | 去世           |